# Don Wilson (kick-boxoló)
Donald Glen Wilson (Madison megye, 1954. szeptember 10. –), becenevén „The Dragon” amerikai harcművész, filmszínész és egykori profi kick-boxoló.
Tizenegyszeres világbajnok, aki négy évtized alatt 47 kiütést szerzett. A STAR System Ratings úgy emlegette, mint „az amerikai történelem talán legnagyobb kickboxolója. Több minőségi versenye volt, mint bárkinek”.

## Élete
Wilson japán anya és amerikai apa gyermekeként született az Illinois állambeli Altonban. Édesanyja leánykori nevét, a Hoshinót (星野) használta ringnévként, amikor Japánban versenyzett.
A Boca Raton-i Saint Andrew's Schoolba járt, ahol amerikai futballozott és  kosárlabdázott. Wilson a birkózásban is kipróbálta magát, amiben szintén jeleskedett.
A középiskola után 1972 őszén felvették a neves Coast Guard Academy-re a Connecticut állambeli New Londonba. Wilson azt állította, hogy bátyja kihívta őt egy barátságos mérkőzésre, amelyet úgy gondolt, hogy ő fog felülkerekedni, mivel Wilson fizikailag sokkal impozánsabb és atletikusabb volt, mint a testvére. Legnagyobb meglepetésére könnyedén legyőzte őt a bátyja harcművészeti képessége. Ennek az élménynek köszönheti, hogy hívő lett belőle, ami után a harcművészetet folytatta. Egy éven át heti két órában kezdett el Goju-ryu karatét tanulni Chuck Merriman Szenszeinél.
1973-ban Wilson otthagyta az akadémiát, és a floridai Brevard Community College-ban villamosmérnöki képesítést szerzett. Ezután beiratkozott apja alma materébe, a Floridai Technológiai Intézetbe, de az idősebb Wilson csalódására otthagyta, hogy profi bokszolói pályafutást kezdjen. Ez idő alatt bátyja, Jim képezte ki a Pai Lum kungfura, amely a Shaolin kungfu egy továbbfejlesztett formája.
Don „The Dragon” becenevét az első profi kickbox-mérkőzésén használták Orlandóban. Két másik beceneve is volt, amelyeket időnként használt hosszú pályafutása során.
1977 júliusában Wilson legyőzte Howard Haydent. A mérkőzésről szóló beszámoló az Official Karate Magazine-ban így szólt: „Don Wilson hivalkodó taktikájával már túljutott néhány mérkőzésen, de Flash nem bírja sokáig, ha komolyabbra fordulnak a dolgok”. Wilson elmondta, hogy nagyon megsértődött; néhányan Don "The Flash" Wilson néven kezdték emlegetni, ami bosszantotta. Azt mondta, ez arra ösztönözte, hogy bizonyítson valamit: „Komolyra fordult a dolog”.

### Harcstílusa
Wilson meglehetősen figyelemre méltó volt a ringben alkalmazott egyedi harcmodorának köszönhetően. Kétkezi harcművész volt, képes arra, hogy egy szempillantás alatt testhelyzetet váltson, és mindkét oldalával erőteljesen támadjon, bár inkább az erősebbik oldalával küzdött, ami néhány kínai harcművészet, például a Pai Lum Tao Ng Ying Kungfu (kínaiul: 五形功夫) jellemzője, és arról volt ismert, hogy nagyon jó volt az indiai lábbirkózásban is. Elsősorban rúgóként jellemezte magát, azt állítva, hogy ez az erőssége, és ez az oka annak, hogy soha nem gondolt komolyabban az ökölvívásra.
Van egy különösen hatásos oldalrúgása, és ismert volt arról, hogy gyors egymás utáni egylábas többszörös rúgások végrehajtásáról. Annak ellenére, hogy a rúgásokra helyezte a hangsúlyt, a legtöbb K.O.-t az ütéseivel érte el, és különösen jó volt az egyenes (jobb) horogütésével.

### Kommentátori pályafutása
Wilson a Buffalóban megrendezett UFC 7-es rendezvénnyel kezdődően számos korai UFC-rendezvényen volt kommentátor és interjúkészítő. Többször kijelentette, hogy hajlandó lenne maga is a UFC-ben harcolni, ha elég sok rajongó kérné, de erre soha nem került sor.  Ezután a King of the Cage kommentátora lett.

## Kickbox címek
- A 2010-es Kickbox világbajnoka
- 2008-ban az Európai Harcművészetek Hírességek Csarnokának tagja
- 2000 I.S.K.A. Full Contact Cruiserweight észak-amerikai bajnok
- 1999 I.K.F. Full Contact Cruiserweight világbajnok
- 1989 P.K.O. Full Contact könnyűsúlyú világbajnok
- 1988–89 I.S.K.A. Full Contact Cruiserweight világbajnok
- 1984 S.T.A.R. Vitathatatlan Full Contact könnyűsúlyú világbajnok
- 1984 W.K.A. Full Contact szuperkönnyű nehézsúlyú világbajnok
- 1984 S.T.A.R. Vitathatatlan Full Contact szuperkönnyű nehézsúlyú világbajnok
- 1983–84 W.K.A. Full Contact Cruiserweight világbajnok
- 1983 S.T.A.R. Vitathatatlan Full Contact Cruiserweight világbajnok
- 1983–87 K.I.C.K. Full Contact könnyűsúlyú világbajnok
- 1980–91 W.K.A. Full Contact könnyűsúlyú világbajnok
- 1980 S.T.A.R. Vitathatatlan Full Contact könnyűsúlyú világbajnok
- 1979–80 P.K.A. Full Contact középsúlyú amerikai bajnok
- 1978–79 P.K.A. Full Contact középsúlyú Florida állam bajnoka[6]

Legnagyobb győzelmét Muhammad Ali korábbi sparringpartnere, John L. Johnson ellen aratta. Wilson utolsó bokszmeccsét Tim Jones ellen vívta 1986. október 21-én, a kaliforniai Reseda Country Clubban.

## Fordítás
- Ez a szócikk részben vagy egészben  a    Don Wilson (kickboxer) című angol Wikipédia-szócikk ezen változatának fordításán alapul.  Az eredeti cikk szerkesztőit annak laptörténete sorolja fel. Ez a jelzés csupán a megfogalmazás eredetét és a szerzői jogokat jelzi, nem szolgál a cikkben szereplő információk forrásmegjelöléseként.